# عروغوت
عروغوت عبرية: ערוגות هو موشاف في وسط إسرائيل. يقع بالقرب من كريات ملاخي، تحت ولاية مجلس بير توفيا الإقليمي. بلغ عدد سكانه 1,093 نسمة في عام 2014.

## التاريخ
تأسس الموشاف عام 1949، من قبل مهاجرين بولنديون ورومانيون على أراضي تابعة لقرية قسطينة الفلسطينية. وقد استمد اسمه من الإصحاح 17، الآية 7 من سفر حزقيال.